# Транспорт в Казани
Основными видами транспорта в Казани являются общественный транспорт и личные автомобили. Также в городе действуют несколько служб такси. В тёплое время года небольшую популярность приобрели велосипеды и скутеры, однако развитие этих видов транспорта сдерживается отсутствием необходимой инфраструктуры и культуры вождения.
На начало 2011 года количество автомобилей в Казани составило 284 тыс. и продолжило расти. Подобное количество автотранспорта вызывает традиционные заторы в «часы пик» на всех основных магистралях города.

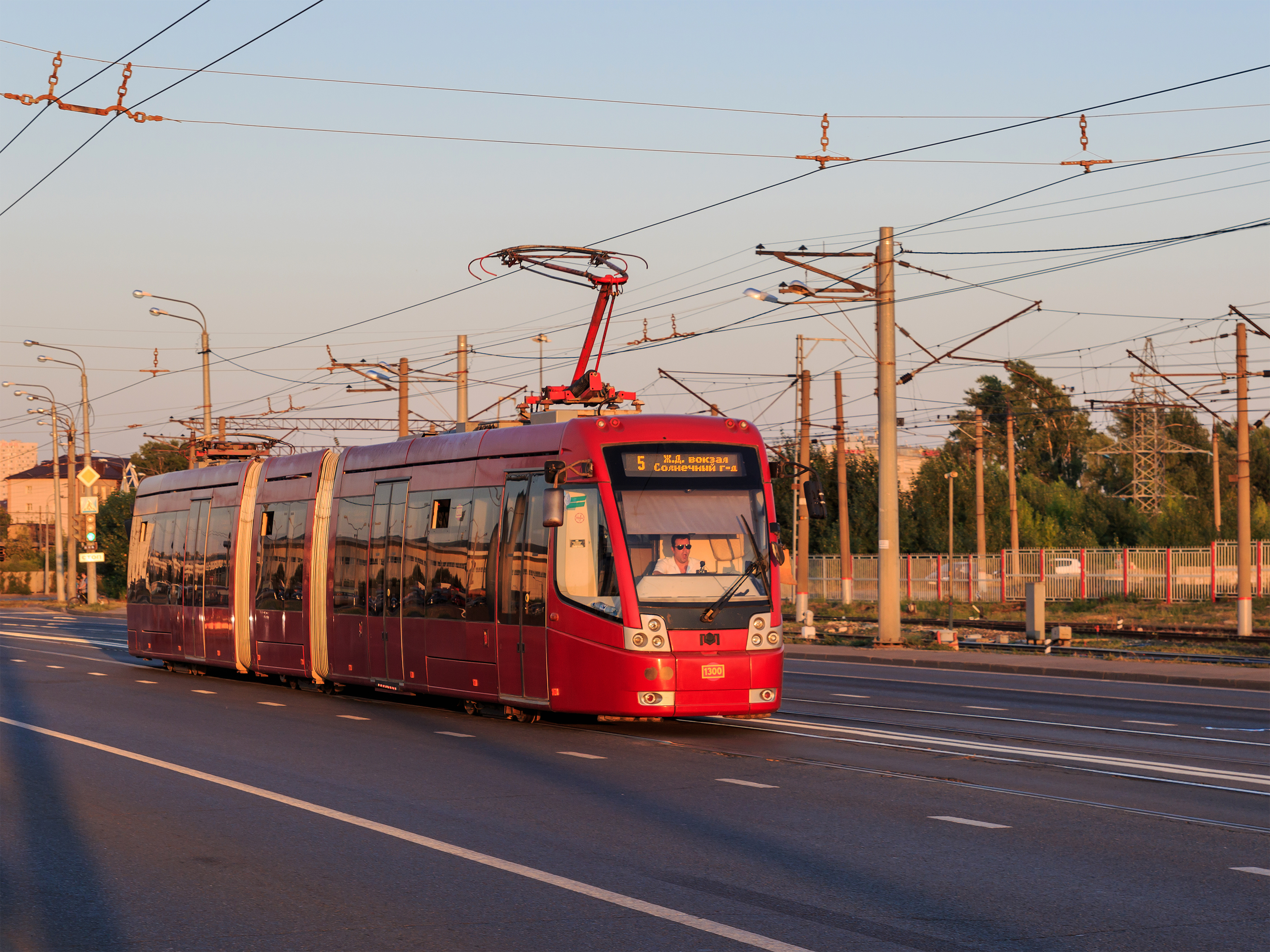
Вагон АКСМ-843 на линии Скоростного трамвая

Общественный транспорт в Казани перевозит до 1,5 миллионов пассажиров в день. Самым популярным видом общественного транспорта является автобус (в 2016 г. им перевозилось 74 % пассажиров), трамваями, троллейбусами и метро перевозится значительно меньше (соответственно 7 %, 8 %, 11 % в 2016 г.). С пуском станций метро в Заречье пассажиропоток в нём резко увеличился — до 120 тысяч в день в среднем (2015 г.).
Единым оператором городского электротранспорта (метро, трамваи, троллейбусы) является МУП «Метроэлектротранс». На городских автобусных маршрутах работают около десятка перевозчиков, в том числе 2 крупных (бывшие советские АТП).
На всех маршрутах всех видов наземного городского транспорта задействованы кондукторы и, помимо оплаты за наличный расчёт (с более высокой стоимостью проезда), действуют общегражданские (с разными тарифными планами пополнения, включая проездные по срокам и «электронный кошелёк»), а также льготные электронные транспортные смарт-карты по проекту автоматизированной системы оплаты проезда (АСОП). Ранее стоимость проезда на трамваях была значительно меньше, а на троллейбусах несколько меньше, чем на остальных видах городского транспорта. С начала 2014 года стоимость проезда стала единой и составляла 20 рублей за наличный расчёт и 18 рублей по электронным транспортным картам. В 2018 году — 25 и 23 рубля соответственно.

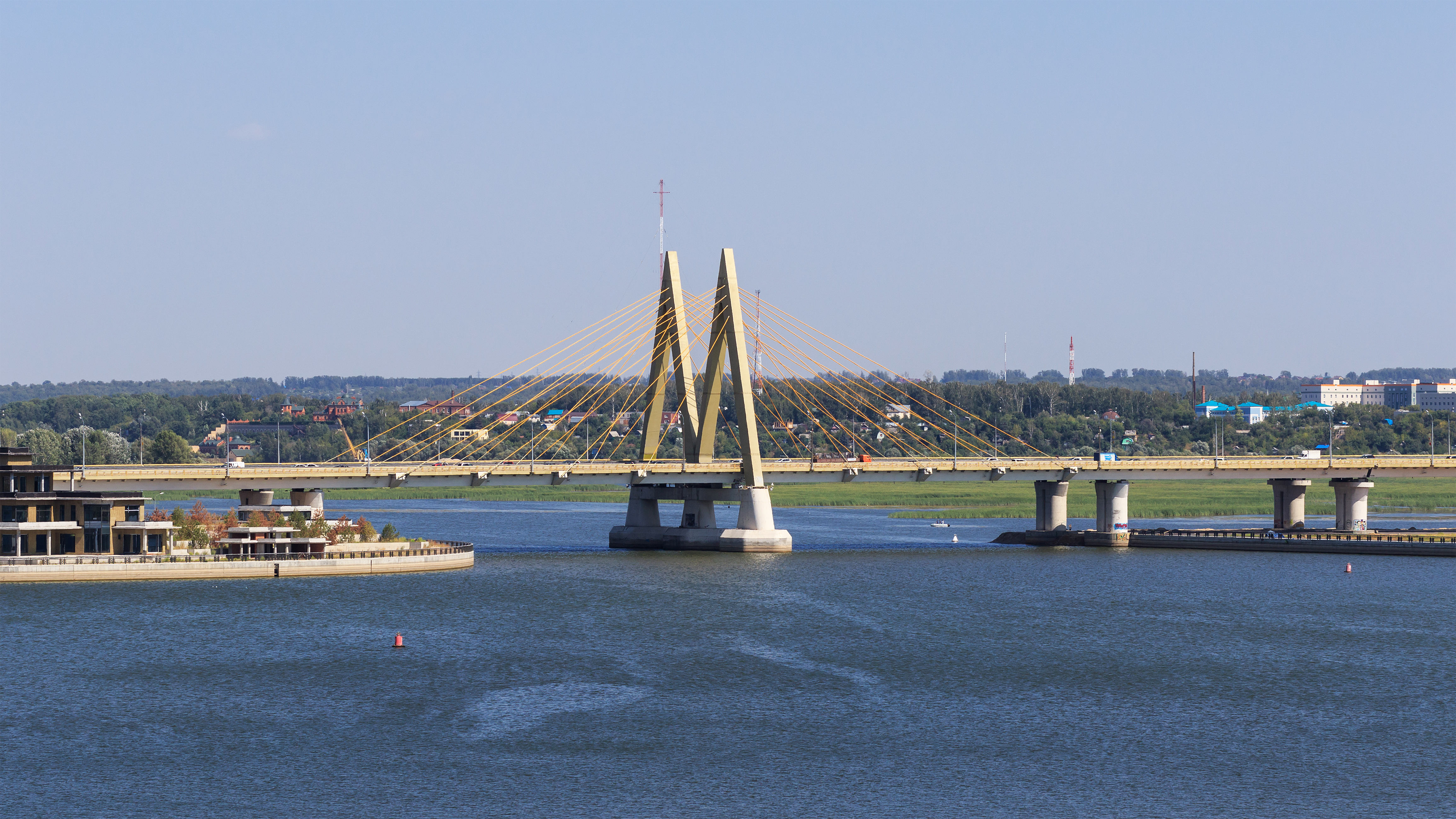
Автодорожный мост Миллениум

Работа всего транспорта отслеживается с помощью первой в России автоматизированной системы управления движением, основанной на спутниковой навигации GPS. Благодаря этому отслеживание находящихся на маршрутах единиц доступно в реальном режиме времени любому пользователю Интернета, в том числе по wap с мобильных телефонов (). Кроме того, с 2014 года все ключевые остановки впервые в городах России оснащены электронными табло, показывающими время в минутах до прибытия единиц всех проходящих через остановку маршрутов.
Две соизмеримые части города южнее и севернее реки Казанка связаны пятью дамбами и мостами (включая сооружённый к Тысячелетию Казани мост «Миллениум»), а также линией метрополитена. У крайней западной границы территории города на трассе федеральной автодороги М7 имеется один мост через реку Волга.
Помимо метро и городских поездов в южных городских посёлках на трассе аэроэкспресса, в качестве скоростного внеуличного городского транспорта планируется запуск городских поездов также по большому кольцу с использованием западного, южного и северного внутригородских железнодорожных ходов. Кроме того, есть планы по возрождению сообщения по реке Казанка и озеру Кабан городских теплоходов.

## История

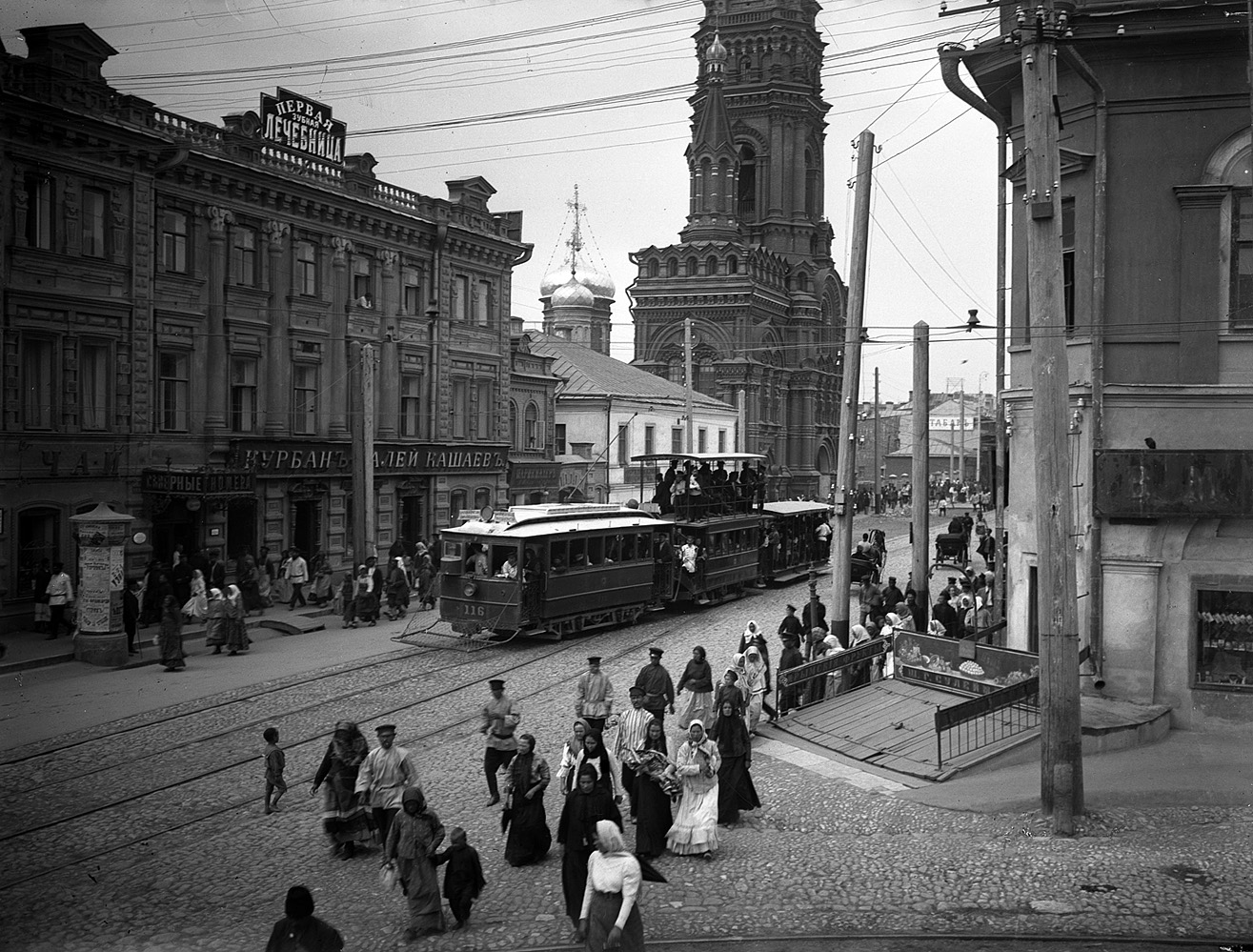
Трамвайный поезд с двухэтажным вагоном в начале XX века на ныне ликвидированной линии на центральной улице Бол. Проломная (ныне Баумана)

Общественный транспорт в Казани зародился в результате бурного развития города в середине XIX века, когда появились крупный речной порт и множество ремесленных слобод в городе и пригородах. Одни из первых в России, в городе запущены омнибусы — в 1854 году 12-местные дилижансы связали Толчок с Волжскими пристанями в Адмиралтейской слободе. Также в Казани под надзором городской управы работало множество извозчиков, бравших стандартную плату. Бедняки-татары создали в Казани своеобразный зимний вид транспорта в виде многоместных телег, называемый барабусами (от татарского «барабыз» — поедем), возивший пассажиров за гроши.

2 октября 1875 года город сделал следующий шаг в развитии общественного транспорта — в Казани начали функционировать 2 линии конной железной дороги («конки») (см. Казанская конка), одной из первых в России. К концу века маршрутов конки было уже 5, свою работу этот вид транспорта прекратил в 1900 году, так как в 1899 году в Казани появился электрический трамвай, также один из первых в России (раньше чем в столице империи). К новым электрическим вагонам прицепляли старые, от конки; таким образом, Казань оказалась единственным городом в Российской империи с двухэтажным электрическим трамваем. Революционное время на несколько лет прервало работу казанского трамвая, однако в 1921 году он продолжил своё развитие.

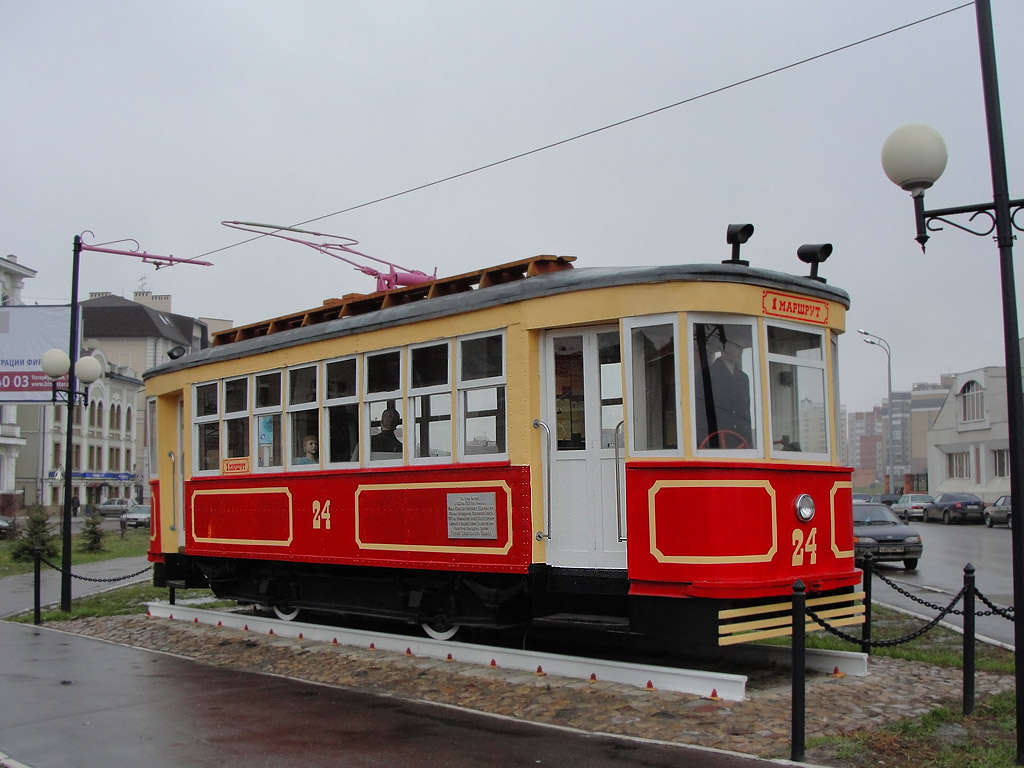
Трамвайный вагон серии Х (музейная площадка у здания МУП «Метроэлектротранс» на Аллее Славы)

В 1926 году в городе открывается автобусное сообщение, а в 1948 году — троллейбусное.
Рождение в 1979 году миллионного жителя города позволило Казани претендовать на строительство метрополитена, однако указ о строительстве был подписан лишь в 1996 году. Седьмой в России, Казанский метрополитен был торжественно открыт 27 августа 2005 года во время празднования Тысячелетия города. Казанское метро, впервые в России и СНГ имеющее оплату проезда по электронным смарт-жетонам (помимо также смарт-карт) и поезда только с передовыми экономичными асинхронными двигателями на переменном токе, в 2006 году специалистами Международной ассоциации метрополитенов России и стран СНГ «Метро» признано как самое современное и безопасное на территории постсоветского пространства.
В 2000-х в городе впервые в России были массово внедрены полосы для общественного транспорта (для автобусов и троллейбусов) на городских магистралях.
В 2007 году система автобусного сообщения в городе была радикально пересмотрена, что позже было удостоено национальной транспортной премии «Золотая колесница». Помимо уменьшения, изменения и перенумерации по № 99 маршрутов движения, транспортная реформа впервые в России предусматривала почти полное обновление автобусного парка с преимущественно малых и особо малых маршрутных такси на преимущественно большие и средние автобусы — низкопольные и полунизкопольные (более удобные для пожилых, инвалидов и других маломобильных групп населения), с экологичным стандартом двигателя Евро-3, с единообразной окраской красного цвета, что дало Казани новое определение — «город красных автобусов» (подобно Лондону и некоторым другим). Подобно этому, в партиях поставки с 2007 г. все новые трамваи также имеют единообразную окраску красного цвета, а все новые троллейбусы — зелёного. Позже к 2013 году была проведена аналогичная перенумерация с исключением пропусков маршрутов трамвая и троллейбуса. Однако, массово закупленные в Китае красные автобусы оказались крайне низкого качества (несмотря на то, что договариваться об их закупке в Китай ездил лично сити-менеджер Марат Загидуллов), и уже в 2011 году городские власти решили их полностью заменить.
К проведению в городе Универсиады-2013 произведена масштабная модернизация транспортной инфраструктуры, включая продление первой линии метро, сооружение более десяти развязок и нескольких десятков пешеходных переходов, запуск скоростного трамвая и аэроэкспресса, радикальное обновление международного аэропорта «Казань», строительство транзитного железнодорожно-автобусного вокзала и дальнейшее обновление подвижного состава наземного общественного транспорта.

## Метрополитен

логотип Казанского метрополитена

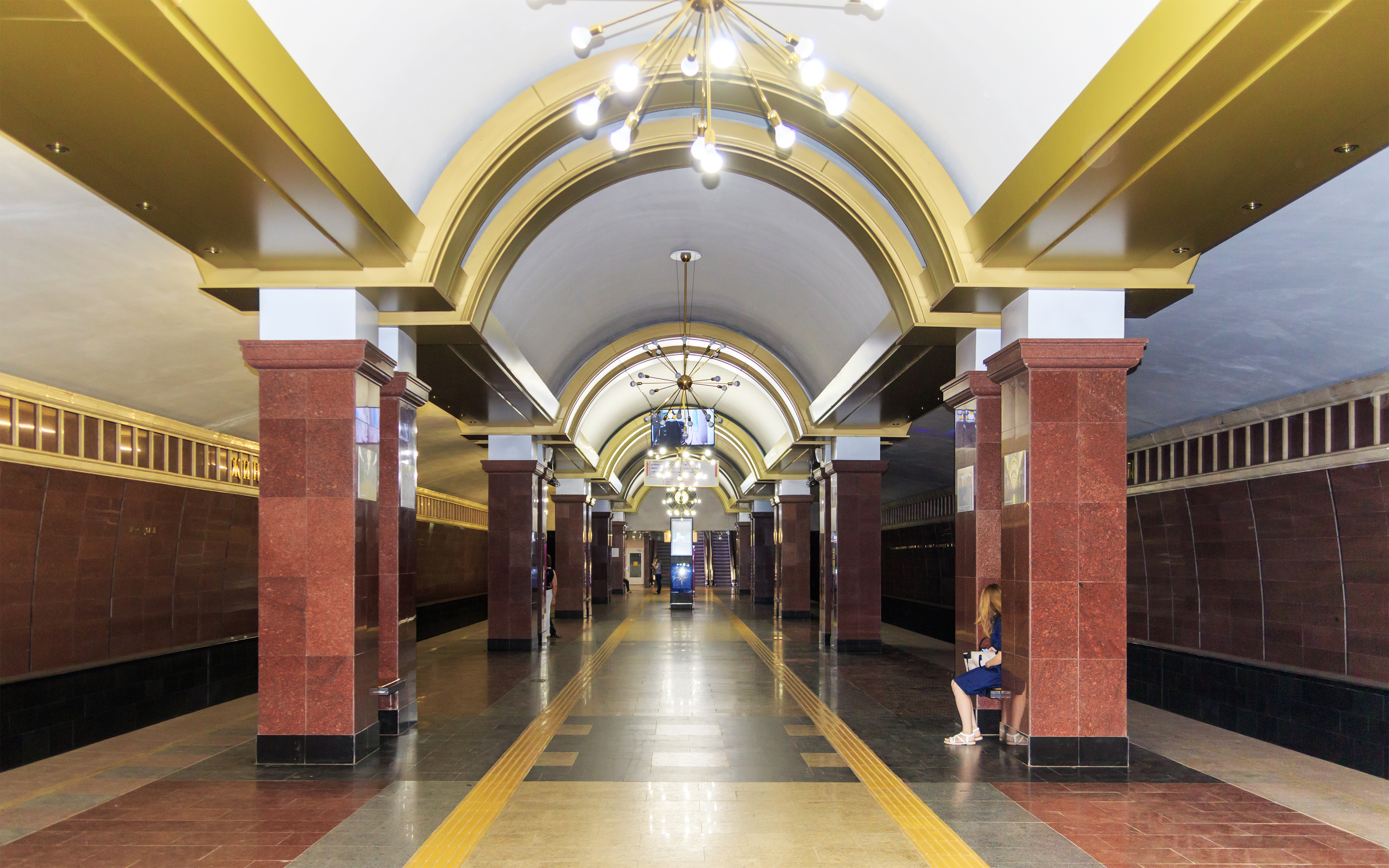
Казанский метрополитен, станция «Проспект Победы»

Казанский метрополитен, открытый 27 августа 2005 года, в настоящее время состоит из самой длинной в России за пределами Москвы и Петербурга Центральной линии длиной 16 км, имеющей 11 станций. Суточный пассажиропоток — 120 тысяч человек.
Линия обслуживается тремя типами поездов разных производителей с современными асинхронными тяговыми приводами. Режим работы — с 6 до 0 часов, минимальный интервал между поездами в часы пик составляет 5-6 минут. Для оплаты проезда используются смарт-жетоны и смарт-карты. При приобретении проездных тарифов на электронную карту метрополитена стоимость проезда значительно меньше, чем по общетранспортной карте и смарт-жетону.
В августе 2018 года открылась «Дубравная» — последняя станция диаметральной первой линии метрополитена, после чего будет сооружена его вторая хордовая линия, а в далёкой перспективе — ещё две диаметральные линии.

## Трамвай
Казанский трамвай — одна из старейших трамвайных систем России, открыта 20 ноября 1899 года, заменила казанскую конку. В настоящее время насчитывается 8 маршрутов общей длиной около 250 км — № 1, 2, 3, 4, 5, 6, 7, 8. Маршруты № 1 и 5 — одни из самых длинных в России и СНГ. Количество вагонов — около ста. В середине 2000-х — начале 2010-х годов произошло существенное сокращение трамвайной сети, включая ликвидацию ряда линий в центре города, многих маршрутов и двух депо. Систему обслуживает депо (ранее № 1) имени И. К. Кабушкина. До 2005 года действовало бывшее депо № 2, а до 2011 — депо № 2 (ранее № 3) имени Х. Х. Акалаева.

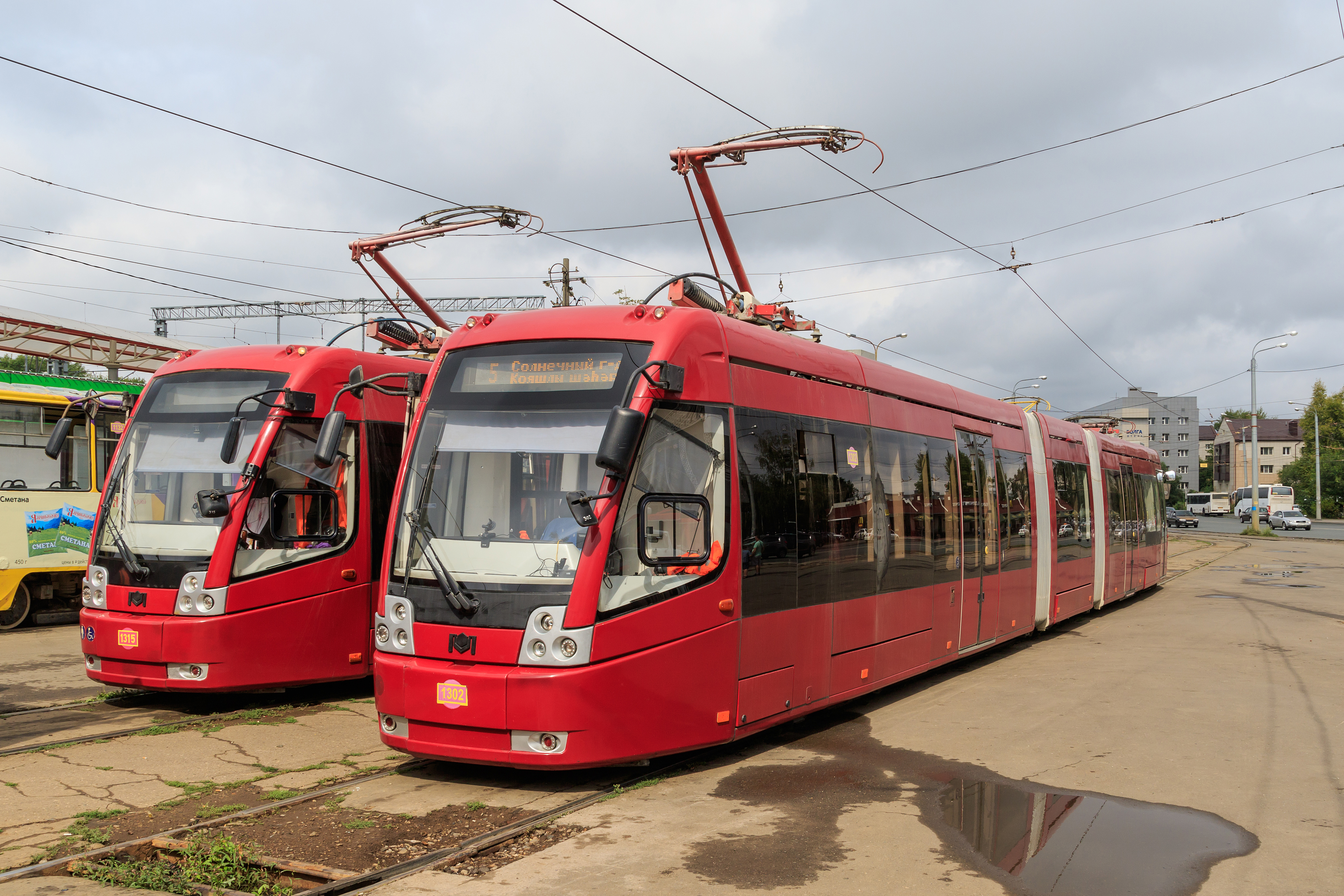
Новый трамвай АКСМ-843.

В составе сети имеется скоростной маршрут № 5, приближенный к системе скоростного трамвая, но не в полной мере соответствующий ему из-за неполного обособления путей, ввиду чего именуется также как ускоренный трамвай. На этой линии впервые в России преимущественно обращается современной многосекционный подвижной состав (т. н. евротрамваи) производства Беларуси. Линия была пущена к проведению в городе летней Универсиады-2013 по части Большого Казанского Кольца (БКК) (Южной внутригородской магистрали ЮВМ) по вновь сооружённым путям от микрорайона Солнечный город через Деревню Универсиады, далее по реконструированным путям следования действовавшего обычного трамвайного маршрута № 19 через «спальные» районы Горки, Азино, Новое Савиново, по открытым несколько ранее новым путям в новом «спальном» районе Большая Крыловка, по воссозданным путям на Адмиралтейской (Кировской) дамбе до главного железнодорожного вокзала Казань-1.
Планируется постройка нового участка и 33-километровое закольцевание скоростного трамвая по всему Большому Казанскому Кольцу встречными маршрутами № 3 и 5 как в некоторой мере восстановление работавших на рубеже XX и XXI веков по несколько другому пути следования в центре самых длинных в мире встречных маршрутов № 20 и 21.

## Троллейбус

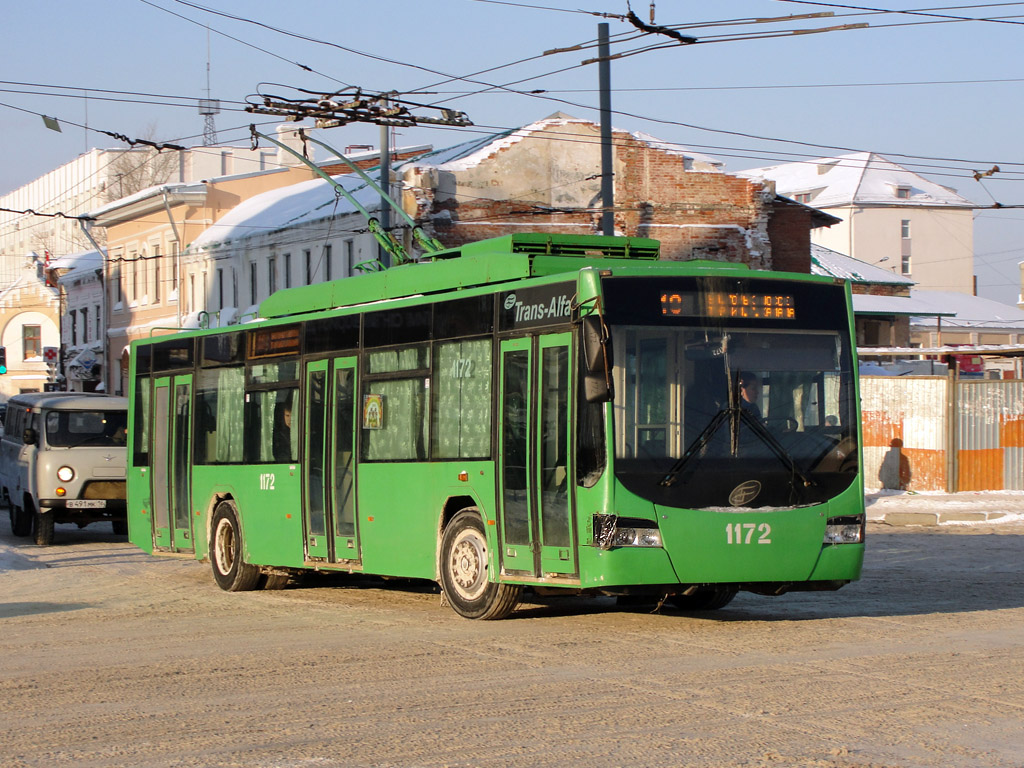
Новый зелёный низкопольный троллейбус (ВМЗ-5298.01-50 «Авангард»)

Казанский троллейбус — один из старейших в бывшей РСФСР. Эксплуатация открыта 27 ноября 1948 года. В последние годы продолжает развиваться: пущены, строятся и планируются новые линии, при этом некоторые новые троллейбусные линии заменили снятые трамвайные.
В двух троллейбусных депо эксплуатируются 200 троллейбусов, которые обслуживают 10 маршрутов (1, 2, 3, 5, 6, 7, 8, 9, 12, 13) общей протяжённостью 359,9 км. В начале XXI века на казанском авиазаводе КАПО для города производился капитально-восстановительный ремонт (КВР) старых троллейбусов.

## Автобус

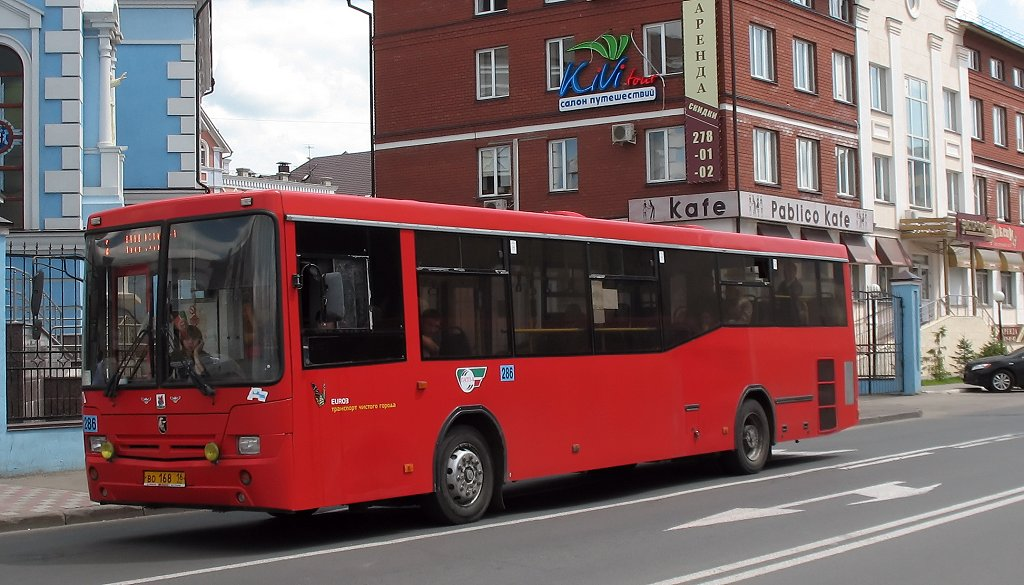
Новый красный полунизкопольный автобуc (НефАЗ-5299)

В настоящее время парк действующих с 1926 года Казанских автобусов представлен машинами большого, среднего и малого класса российского, белорусского, китайского производства, всего около 850 единиц. В городе работает 55 маршрутов суммарной протяжённостью около 1900 км. При внедрении новой схемы движения автобусов были отменены все маршрутные такси, которые были в основной своей массе представлены марками ПАЗ и Газель соответственно малого и особо малого класса.

## Электробус
В июле 2021 года в тестовом режиме был запущен электробус. Он следовал по троллейбусному маршруту № 3. Электробус тестировался в течение трёх месяцев. Подвижной состав был сделан компанией Камаз, вместимость которого составляет 80 человек.

## Метробус
В 2019 году был разработан проект трёх линий скоростного метробуса для Казани стоимостью 6,1 млрд рублей. На маршрутах планируется использовать автобусы МАЗ-215.
| № марш. | Конечные остановочные пункты | Конечные остановочные пункты |
| ------- | ---------------------------- | ---------------------------- |
| М1      | Железнодорожный вокзал       | Дербышки                     |
| М2      | Железнодорожный вокзал       | Улица Гаврилова              |
| М3      | Железнодорожный вокзал       | Жилой массив Ферма-2         |

## Велосипед
В 2013 году в Казани запущена в эксплуатацию новая система проката велосипедов «Veli’K». Всего в городе оборудовано 7 автоматических велопарковок-станций этой сети с парком в 100 велосипедов. Чтобы воспользоваться сервисом, необходимо пройти предварительную регистрацию на сайте www.veli-k.ru и оставить данные банковской карты. Далее оплата будет взиматься за абонемент и за непосредственное использование велосипеда. Абонемент дает право на 30 минут бесплатного проката. Если же время пользования сервисом превышает 30 минут, с банковской карты списывается дополнительная почасовая оплата, согласно установленным тарифам. Предусмотрено 3 типа абонемента, они различны по продолжительности действия — месячный, недельный и дневной. За сезон с конца весны по середину осени жители и гости Казани пользуются сервисом более 15 000 раз.
В 2015 году в центре города открыты первые веломаршруты по отдельным велополосам; планируется их дальнейшее расширение по всему городу.

## Железнодорожный транспорт

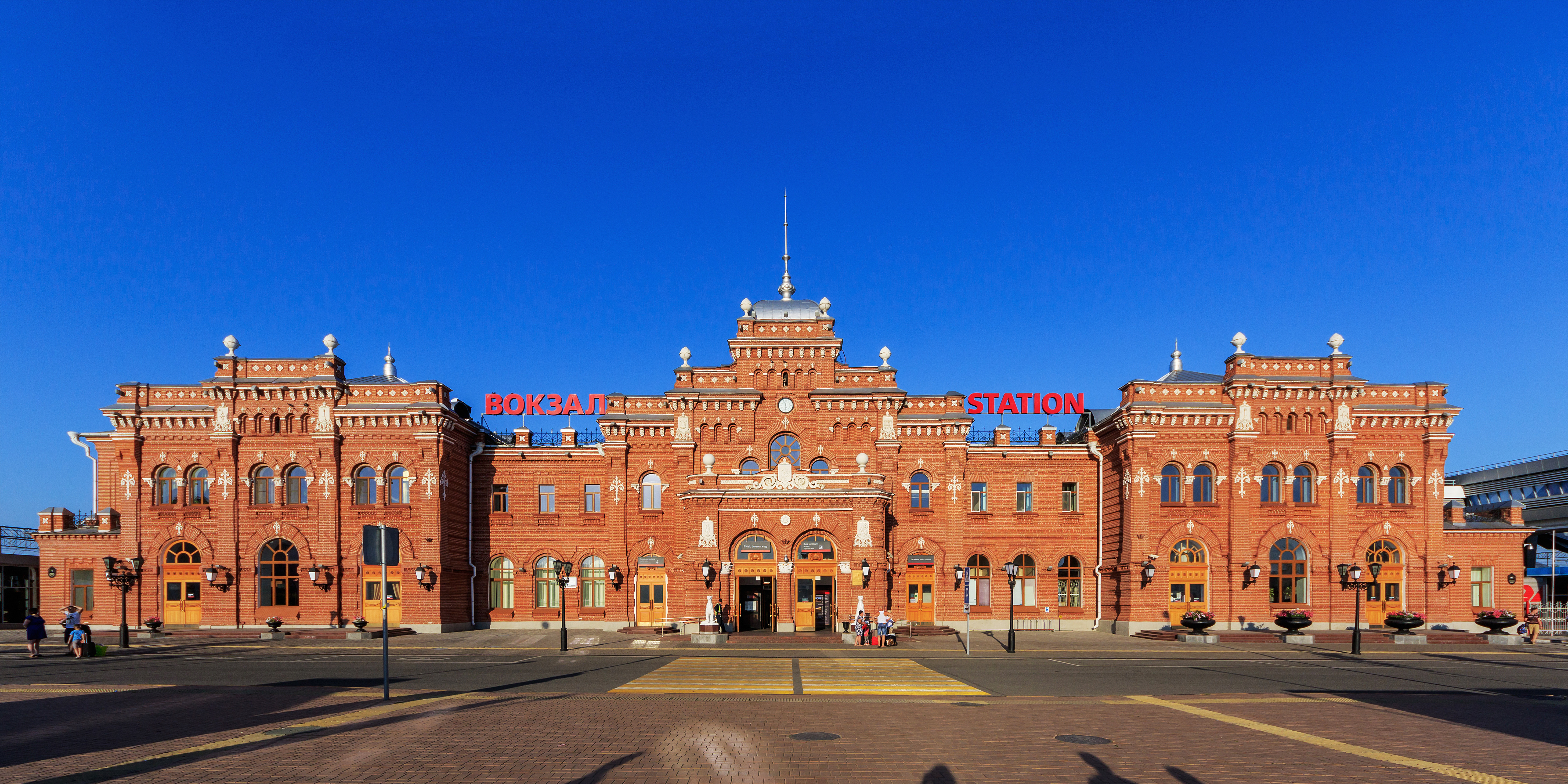
Главное здание вокзала

Главный железнодорожный вокзальный комплекс Казанского отделения Горьковской железной дороги Казань-1 находится в центральной части города и включает в себя главное здание (памятник архитектуры 1896 года), пригородный терминал и здание касс, а также ряд служебных построек. Казанский вокзал обслуживает 36 пар поездов, в том числе 13 — местного формирования. Всего же за год вокзал обслуживает более 8 млн пассажиров.
В 1970-е годы началось строительство нового вокзала в северной части города, однако строительство не было завершено. В 2010—2011 гг был произведен демонтаж его недостроенного здания. Мультимодальный транспортно-пересадочный узел Казань-2, объединяющий новые вокзал, автовокзал и станцию метро, на этом месте был введён в эксплуатацию в полном объёме к началу Универсиады-2013. Планируется, что на этот вокзал придёт первая в России высокоскоростная железнодорожная линия ВСМ-2.
Кроме того, в черте города находятся также 24 железнодорожных станций и остановочных платформ: Займище, ВЧД, Юдино, ЖБК-2, Новое Аракчино, Старое Аракчино, Лагерная, Адмиралтейская слобода, Вахитово, метро Аметьево, Ометьево, Новаторов, Компрессорный, Дербышки, «804 км», «807 км», Киндери, Восточный парк, «787 км», Левченко, Восстание-Пассажирская, «795 км», «797 км», Берёзовая роща.

### Пригородно-городское ж/д сообщение
У Казани есть развитое пригородно-междугородное движение электропоездов (и рельсовых автобусов), которое проходит через т. н. южный и северный внутригородские железнодорожные ходы. Основными конечными пунктами казанских электричек являются Канаш, Арск, Вятские Поляны, Ижевск, Волжск, Зелёный Дол. Имеются также неэлектрифицированные поезда (рельсовые автобусы) до Йошкар-Олы (были и до Буинска).
К Универсиаде-2013 был пущен аэроэкспресс по реконструируемой неэлектрифицированной ветке до международного аэропорта «Казань», позже ставший 21-километровой линией городской электрички с обслуживанием также южных городских посёлков и значительно меньшей стоимостью проезда. В будущем также планируется запуск внутригородских электричек по 48-километровой кольцевой линии по западному, южному и северному ходам до отдалённых крупных городских посёлков-микрорайонов Юдино и Дербышки. Планировалась 10-километровая линия в северо-западные микрорайоны Салават Купере и Радужный, но впоследствии от этих планов отказались в пользу трамвая.
На городских электропоездах и пригородных электропоездах в пределах станций внутри города и самых ближайших пригородов действует проездной месячный тариф «Городской» со стоимостью не более чем проездные на городском транспорте.

## Авиатранспорт
Международный аэропорт «Казань» Казанского авиапредприятия расположен в 28 километрах к юго-востоку от города, куда был перенесён в 1970-х годах со старого места, оказавшегося внутри городской застройки. Был реконструирован к 2005 и затем к 2013 году. Располагает 20 стояночными местами для воздушных судов. Из аэропорта выполняются рейсы по 39 направлениям, в том числе 14 заграничных. Обслуживает более миллиона пассажиров в год и принимает авиалайнеры вплоть до тяжёлого класса Боинг-747. В аэропорту базировалась закрытая авиакомпания «Татарстан». Международный аэропорт в 2007 году стал лауреатом Национальной общественной премии транспортной отрасли России «Золотая Колесница» в номинации «Лидер воздушного транспорта России». В 2007 и 2008 годах признан победителем конкурса «Лучший аэропорт стран СНГ», проводимого Ассоциацией «Аэропорт» гражданской авиации, в номинации «Интенсивно развивающийся аэропорт», а также в 2001, 2004, 2005 годах был победителем в номинации «Лучший аэропорт стран СНГ» этого же конкурса. В то же время обслуживание авиакомпаниями нередко вызывают нарекания со стороны пассажиров. К Универсиаде 2013 года проведён первый этап полной реконструкции аэропорта, далее планируется увеличение его пропускной способности как хаба до 5 млн пассажиров в год.

## Речной транспорт

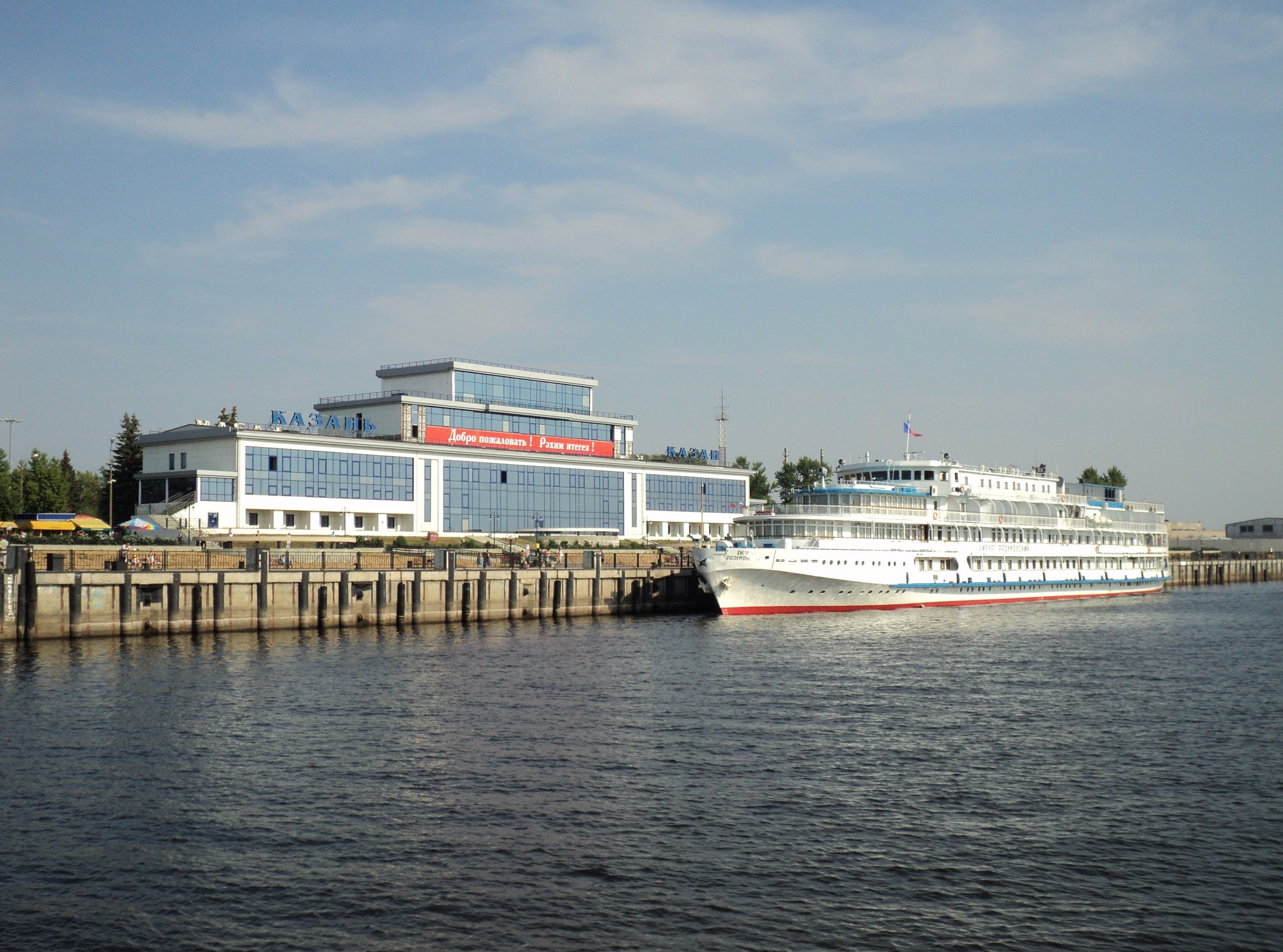
Речной вокзал

Казанский речной порт — один из крупнейших в Волжском бассейне, благодаря системе каналов из которого Казань является так называемым «портом пяти морей».
Главное здание речного вокзала было сооружено вместе с новым речным портом к началу 1960-х годов и реконструировано в 2005 году. Вокзал обслуживает как пассажиров междугородних круизных судов, так и пригородные направления (в том числе скоростным флотом) — до Камского Устья, Тетюш, Болгар, Печищ, Свияжска и Садовой. Суточный пассажиропоток в летний период — до 6 тысяч человек в день. В зимнее время из Казани до Верхнего Услона ходит судно на воздушной подушке.

## Междугородный автотранспорт

### Федеральные автотрассы
Через город проходит федеральная автомагистраль «Волга»:
- M7 E 22 (Горьковское шоссе западнее города, Мамадышский тракт восточнее) Москва — Владимир — Нижний Новгород — Казань — Набережные Челны — Уфа.

и другие федеральные трассы:
- Р239 (Оренбургский тракт) Казань — Оренбург
- Р242 (Сибирский тракт) Казань — Арск — Малмыж — Кильмезь — Игра
- Р241 Казань — Буинск — Ульяновск

В непосредственной близости от города проходит автодорога А295 Йошкар-Ола — Зеленодольск.
Сибирский тракт является частью трансконтинентального коридора «Великий чайный путь», Оренбургский — частью трансконтинентального коридора «Северная Европа — Западный Китай».
Для исключения транзитного транспортного потока между магистралями используется незамкнутое кольцо Объездной дороги, идущее в обход города с запада на юго-восток через север и восток, а также внутригородское Большое Казанское Кольцо.

### Пригородные и междугородные автобусы
Казань связана автобусными сообщениями со всеми городами Республики Татарстан, а также с соседними республиками и областями. C казанских автовокзалов отправляются междугородние рейсы в города Нижний Новгород, Пермь, Набережные Челны, Чистополь, Нижнекамск, Бугульму, Альметьевск, Бавлы, Уфа, Стерлитамак, Ульяновск, Самара, Оренбург, Чебоксары, Йошкар-Ола, Бузулук, Санкт-Петербург, Киров, Ижевск, Тольятти, Москва и т. д. Также выполняются международные рейсы: Казань — Баку, Казань — Актобе.
Казанский центральный автовокзал «Столичный» находится на улице Девятаева и обслуживает все направления. В последние годы открыты автовокзалы «Южный», «Северный» (при ТПУ «Казань-2»), «Восточный» для соответствующих направлений. Также есть автостанции у ЦУМа, Компрессорного завода, Советской площади и станции метро «Проспект Победы». Для исключения проезда по городу негородских автобусов планируется соорудить 4-й автовокзал у Компрессорного завода, после чего центральный автовокзал будет закрыт.

## Логистические центры
Казань является ядром транспортно-логистической системы Поволжья в рамках развития транспортного коридора «Западная Европа — Западный Китай». С целью развития транспортной системы были открыты современные логистические центры:
- Индустриально-логистический парк «Биек Тау»[27]
- Логистический комплекс «Q-Park Казань»[28]
- Логистический центр «Константиновский»[29]

Также начата реализация проекта Свияжского мультимодального центра «Казань», связывающего воедино перевозку грузов автомобильным, железнодорожным и водным транспортом.